# 奥和登
奥 和登（おく かずと、1959年〈昭和34年〉2月26日 - ）は、日本の実業家。

## 来歴
大分県中津市耶馬溪町出身。1977年大分県立中津南高等学校卒業。中津南高校の同級生に賀来高志・元野村不動産副社長、西野史尚・JR東日本クロスステーション社長、後藤弘樹・元日本地熱協会会長、柳基善・クレアティフ代表がいる。高校時代は明治時代に建築された洋館「異人館(キャラハン邸）」に下宿した。1983年（昭和58年）、東京大学農学部を卒業し、同年4月、農林中央金庫へ入庫。
経営企画部門に長らく在籍し、組織整備対策部部長代理、総合企画部副部長、同部企画開発室長、JAバンク統括部長、総合企画部長、常務理事、専務理事、代表理事専務などを歴任。リーマン・ショック後には1.9兆円の資本増強の取りまとめ、コーポレート本部長在任時には各事業を統括した。この他、三菱UFJニコス取締役や農林中金総合研究所代表取締役社長を務めた。
2018年（平成30年）6月22日、農林中央金庫代表理事理事長に選任。
2021年（令和3年）6月24日、農林中央金庫代表理事理事長に再任。
2025年（令和7年）2月20日、農林中央金庫は2025年3月期連結決算の純損益が1兆9千億円程度の赤字になると発表した。外国債券の運用の失敗によるもので、奥が3月31日付で理事長を引責辞任することも明らかにした。

## 年譜
- 1983年（昭和58年）
  - 東京大学農学部卒業[1]
  - 4月 - 農林中央金庫入庫[1]
- 1999年（平成11年）9月 - 農林中央金庫組織整備対策部部長代理[1]
- 2003年（平成15年）7月 - 農林中央金庫総合企画部副部長[1]
- 2004年（平成16年）6月 - 農林中央金庫総合企画部企画開発室長[1]
- 2007年（平成19年）6月 - 農林中央金庫JAバンク統括部長[1]
- 2009年（平成21年）6月 - 農林中央金庫総合企画部長[1]
- 2011年（平成23年）6月 - 農林中央金庫常務理事[1]
- 2013年（平成25年）
  - 6月 - 農林中央金庫専務理事[1]
  - 6月 - 三菱UFJニコス取締役[1]
- 2016年（平成28年）4月 - 農林中金総合研究所代表取締役社長[5]
- 2017年（平成29年）- 農林中央金庫代表理事専務[4]
- 2018年（平成30年）6月 - 農林中央金庫代表理事理事長[6]